# Junonia wilhelmi
Junonia wilhelmi är en fjärilsart som beskrevs av Gunder 1927. Junonia wilhelmi ingår i släktet Junonia och familjen praktfjärilar. Inga underarter finns listade i Catalogue of Life.